# 臺灣道慈事業發展基金會
財團法人世界紅卍字會臺灣道慈事業發展基金會，簡稱道慈基金會，於2002年1月14日經中華民國內政部核准許可設立，並經臺灣臺北地方法院登記完成，世界红卍字会台湾总主会的附属机构，其成立旨在發展道慈事業及辦理社會公益慈善工作，關懷孤兒教育與成長，以及協助老人安養院、孤兒院生活物資的需求。